# Guy Davis (képregényrajzoló)
Guy Davis (1966–) amerikai képregényrajzoló. Kétszer nyerte el a szakma legismertebb kitüntetését, az Eisner-díjat.

## Pályafutása
Az autodidakta Davisnek már diákkorában megjelentek képsorai egy helyi újságban, és a középiskola elvégzése után egy fanzinnak kezdett dolgozni, amely hamarosan átalakult valódi kiadóvá (Arrow Comics). Az itt közölt képregényeire felfigyelt a valamivel nagyobb és ismertebb Caliber Press. Náluk jelent meg első saját munkája, a "Baker Street", amelyet Harvey-díjra jelöltek. Ennek köszönhetően találta meg őt a DC Comics, amikor Matt Wagner új sorozatához, a "Sandman Mystery Theatre"-hez kerestek rajzolót a Vertigo márkanév alatt.
Szintén a DC adta ki a "Starman"-t, amelyért Davis először kapott Eisner-díjat 1997-ben (a másodikat 2004-ben a "Fantastic Four: Unstables Molecules"-ért). Szívesen vendégeskedik mások sorozatain, például Mike Mignola B.P.R.D.-jén, de rajzolt már Hellblazert, Swamp Thinget, Usagi Yojimbót, Alienst, Goont, Batmant és Grendelt is.
A 2003-ban újrainduló Métal Hurlant magazin számára rajzolta a "Les zombies qui ont mangé le monde" című sorozatot, amelyből Franciaországban már több album is megjelent. Ugyancsak a Métal Hurlant közölte először a magyarul is megjelent "A fényképész" című rövid munkáját, amelyben Jacques Tardi francia rajzoló előtt tiszteleg.

## Válogatott munkái
- Sandman Mystery Theatre (írta Matt Wagner és Steven T. Seagle, DC Comics/Vertigo 1993-1999)
- Nevermen (írta Philip Amara, Dark Horse Comics 2000, 2003)
- Bureau for Paranormal Research and Defense (írta Mike Mignola, Dark Horse Comics)
- The Marquis (Oni Press, 2001 óta)
- Les zombies qui ont mangé le monde (írta Jerry Frissen, Les Humanoïdes Associés 2004 óta)

## Munkái magyarul
- A fényképész (Papírmozi képregény-antológia 3, 2007)